# Tout !
Tout !  (in italiano "Tutto !") è stato un periodico quindicinale francese di estrema sinistra pubblicato nel 1970-1971, dal movimento Vive la revolution (VLR), di ispirazione maoista, spontaneista o libertaria,.

## Numero 1
Il primo numero è datato 23 settembre 1970 ed è composto da 8 pagine, la prima pagina, che funge anche da copertina era stampata in bicromia, le restanti pagine in bianco e nero, ed includono, oltre al testo, numerose caricature e fotografie.
- Sottotitolo :« Ce que nous voulons : tout - Journal révolutionnaire  » (“ Quello che vogliamo : tutto- Giornale rivoluzionario »)
- Prezzo di vendita : 1 franco

## Posizionamento
Il suo posizionamento politico, che può essere considerato ambivalente e variegato, a metà strada tra l'approccio piuttosto interventista dei gruppi di sinistra dei primi anni '70 e i cosiddetti movimenti undergroound, ha reso questo quindicinale, stampato con inchiostri colorati senza sfumature psichedelici come Actuel un caso unico nella stampa anticommerciale dell'epoca. 
Tra i suoi contenuti ci sono numerosi riferimenti al movimento delle Pantere Nere, alla Guerra del Vietnam, alle tematiche dei diritti legati all'omosessualità.
Con una tiratura di 50.000 copie,questa rivista era,tra le riviste di estrema sinistra, nel 1971 la più letta e con maggior distribuzione in Francia.
Con poche eccezioni, nessun articolo fu firmato se non con le iniziali o il semplice nome, l'unica firma estesa riportata è quella di Jean-Paul Sartre, indicato nell'ultima pagina come direttore della pubblicazione.

## Numeri particolari

### Numero 12
Fu vietata la vendita del numero 12 (23 aprile 1971). con l'accusa di essere "pornografico", accusa che valse a Sartre un'accusa di oltraggio della pubblica morale.  Il numero scritto con l'aiuto del Front homosexuel d'action révolutionnaire(FHAR) (Fronte Omosessuale di Azione Rivoluzionaria), rivendicava il “diritto all'omosessualità e a tutte le sessualità” così come il « droit des mineurs à la liberté du désir et à son accomplissement » (“diritto dei minori alla libertà del desiderio e alla sua realizzazione”) .

### Numero 16
L'ultimo numero uscì nel luglio 1971. In totale furono stampati 16 numeri, l'ultimo delle quali fu un fuori serie.